# 1271

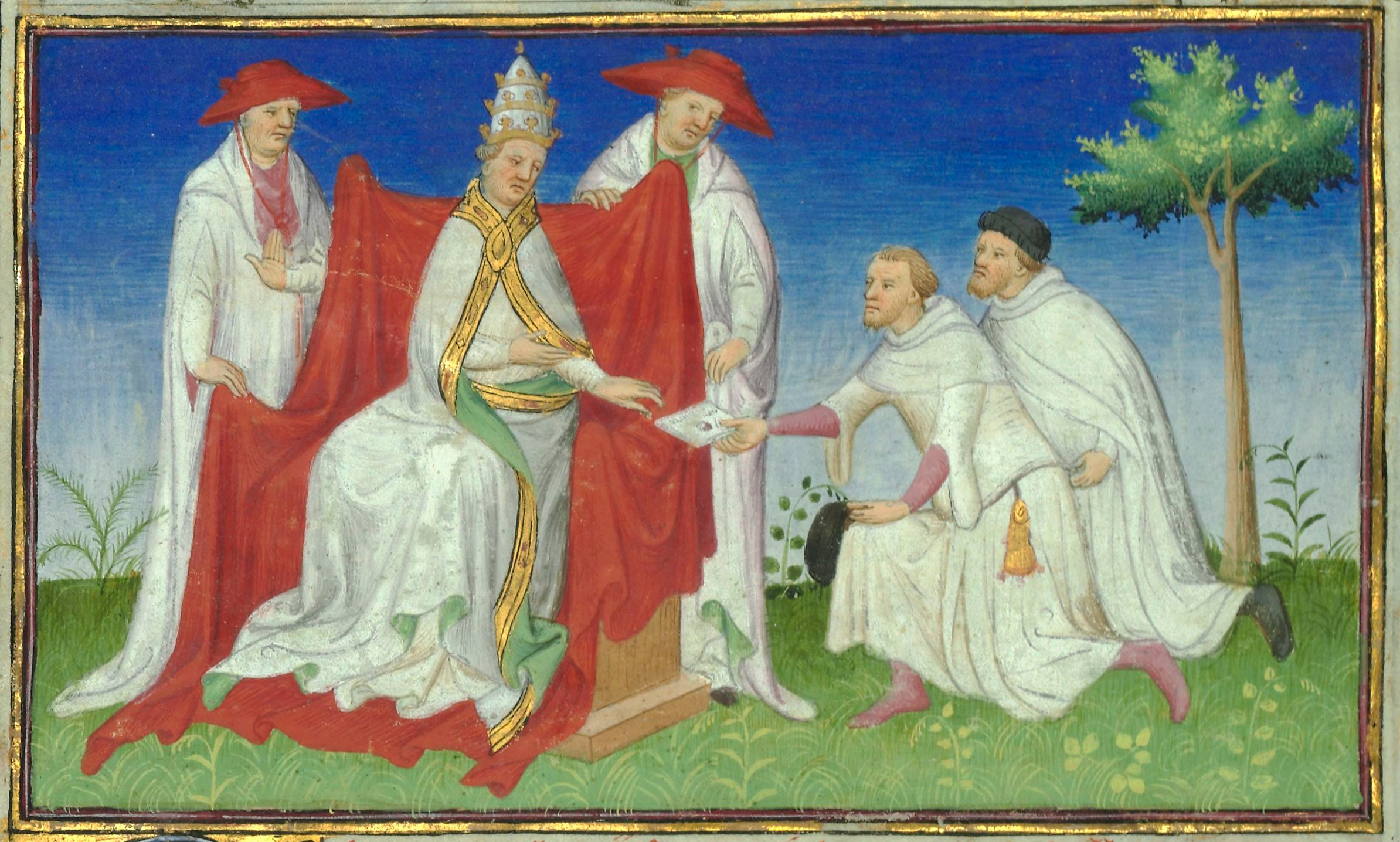
Niccolò en Maffeo Polo bij paus Gregorius X

Het jaar 1271 is het 71e jaar in de 13e eeuw volgens de christelijke jaartelling.

## Gebeurtenissen
april
- 8 - Negende Kruistocht: Sultan Baibars neemt Krak des Chevaliers in, zie Beleg van Krak des Chevaliers. Ook Chastel Blanc wordt door Baibars ingenomen.

mei
- mei - Eduard I van Engeland arriveert in Akko in gezelschap van Karel van Anjou.
  - Eduard overlegt met Ilkhan Abaqa over een gezamenlijke aanval tegen de Mammelukken
  - Eduard rukt op naar Qaqun, maar Baibars komt hem met een groter leger vanuit Egypte tegemoet en hij moet zich terugtrekken.
  - Eduard en Baibars sluiten een wapenstilstand voor 11 jaar.

september
- 1 - Na het langste conclaaf uit de geschiedenis (bijna drie jaar), wordt paus Gregorius X gekozen.

december
- 18 - De Mongolen in China onder Koeblai Khan roepen hem uit tot keizer. Stichting van de Yuan-dynastie.

zonder datum
- De Vrede van Presburg beëindigt de oorlog tussen Bohemen en Hongarije
- Na de dood van Alfons van Poitiers vervallen Toulouse en Poitiers aan de Franse kroon.
- Onder hertog Mestwin II wordt het hertogdom Pommerellen herenigd.
- De broers Meinhard II en Albert I verdelen het tot dan toe door hen gezamenlijk geregeerde erfdeel van hun vader Meinhard I. Meinhard II krijgt Tirol, Albert I Gorizia.
- De Venetiaanse handelaren Niccolò en Maffeo Polo, met Niccolò's zoon Marco Polo, vertrekken vanuit Akko naar het hof van Koeblai Kan. Ze gelden als officiële gezanten van de nieuwe paus Gregorius X.
- Győr krijgt stadsrechten.
- De Universiteit van Parijs wordt uitgebreid met faculteiten filosofie en kunsten naast de bestaande faculteit theologie.
- De Vlaamse gravin Margaretha van Constantinopel verleent de inwoners van Rupelmonde het privilege om tol te heffen op de Schelde en de Rupel.
- Stichting van het klooster Sint-Catharinadal in Vroenhout.
- oudst bekende vermelding: Vreekwijk

## Kunst en literatuur
- 25 maart - Jacob van Maerlant voltooit zijn Rijmbijbel
- De Codex Regius, een IJslandse codex, wordt opgeschreven (jaartal bij benadering)

## Opvolging
- Bourgondië - Hugo IV opgevolgd door zijn zoon Otto II
- kanaat van Chagatai - Baraq opgevolgd door Negübei
- Epirus - Michaël II Komnenos Doukas opgevolgd door Nikephoros I Komnenos Doukas
- Gelre en Zutphen - Otto II opgevolgd door zijn zoon Reinoud I
- paus - Tebaldo Visconti als Gregorius X in opvolging van Clemens IV
- Tver - Jaroslav III opgevolgd door zijn zoon Svjatoslav

## Afbeeldingen

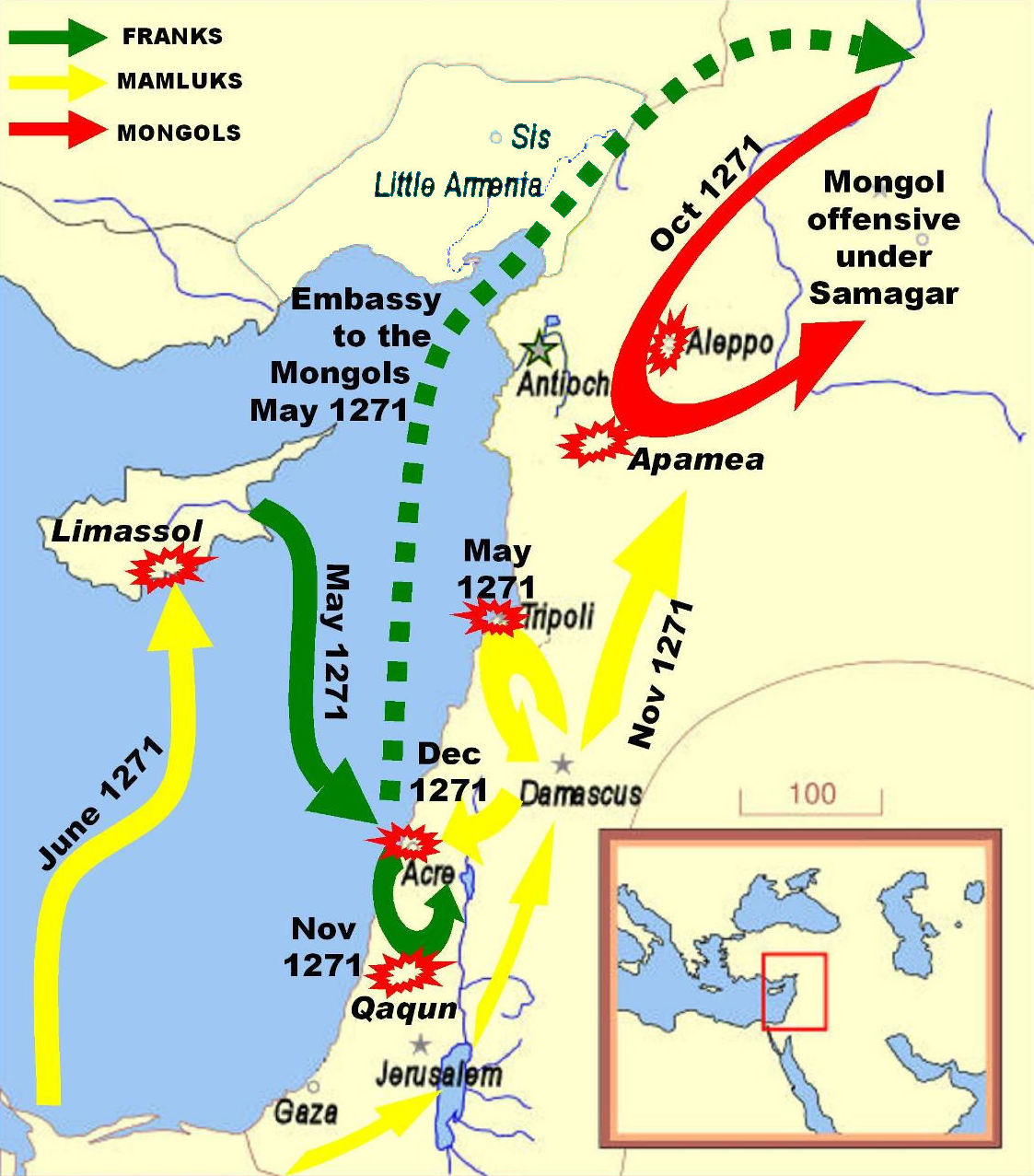
Veldtochten van de Negende Kruistocht
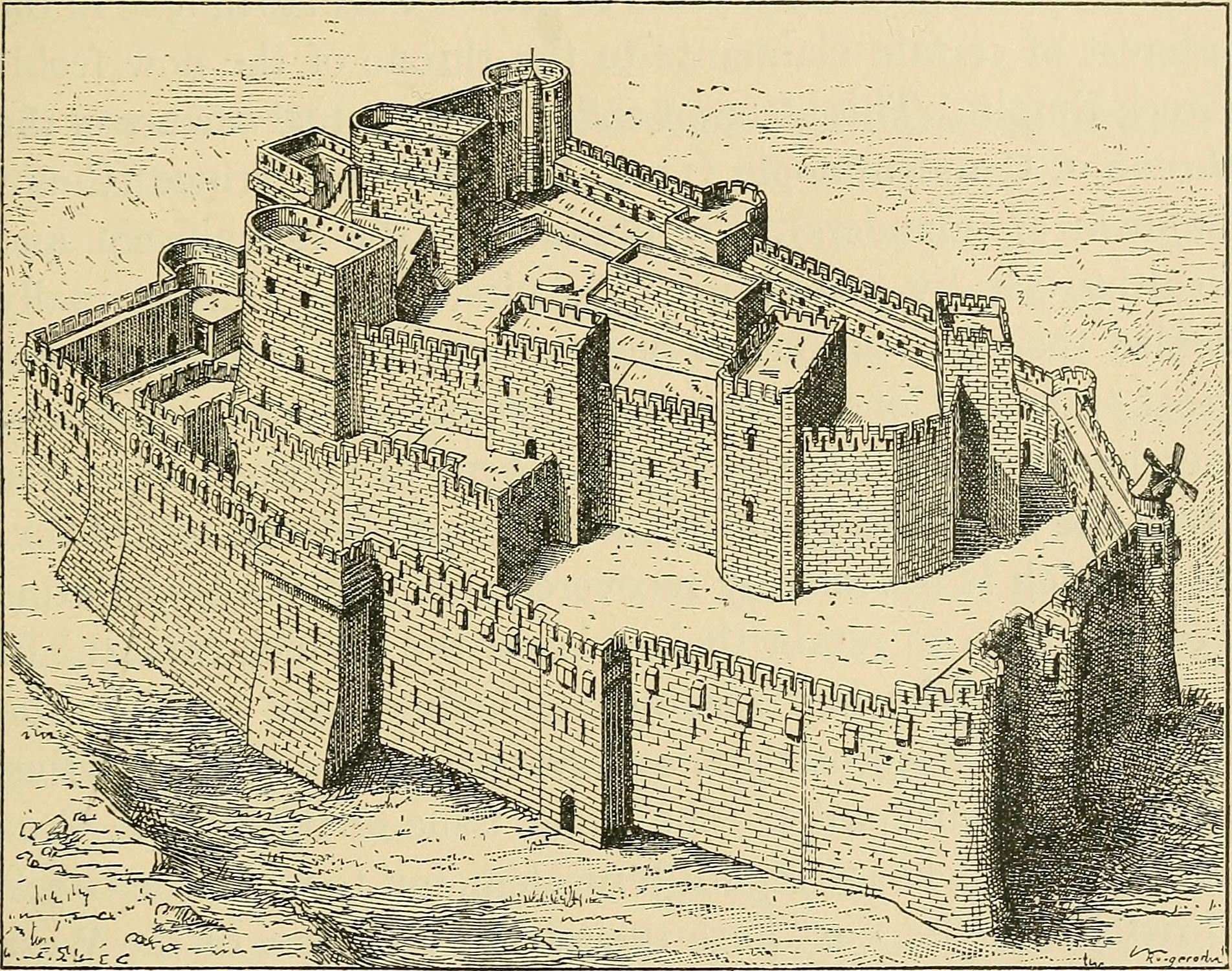
Krak des Chevaliers
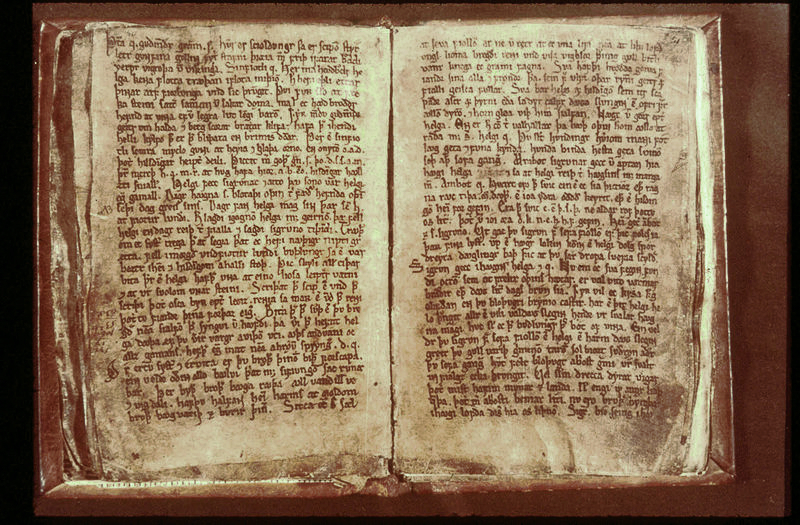
Codex Regius
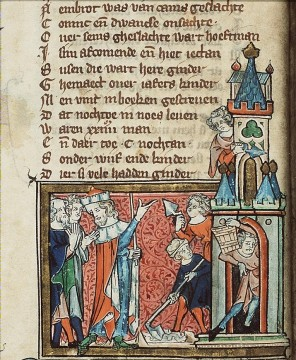
De Rijmbijbel van Jacob van Maerlant (14e-eeuwse kopie)

## Geboren
- 14 maart - Stefanus I, hertog van Neder-Beieren
- 27 september - Wenceslaus II, koning van Bohemen (1278-1305)
- juli - Rudolf II, hertog van Oostenrijk en Zwaben
- 8 september - Karel Martel, Hongaars kroonpretendent
- Song Bingdi, keizer van China (Song) (1278-1279)
- Elisabeth van Aragon, echtgenote van Dionysius van Portugal
- Song Gongdi, keizer van China (Song) (1274-1276)
- Hendrik II, koning van Cyprus en Jeruzalem (1285-1306, 1310-1324)
- Werner van Oberwesel, Duits moordslachtoffer en volksheilige
- Thoros III, koning van Armenië (1293-1295) (jaartal bij benadering)

## Overleden
- 10 januari - Otto II, graaf van Gelre (1229-1271)
- 18 januari - Margaretha van Hongarije (~28), Hongaars prinses en kloosterlinge
- 28 januari - Isabella van Aragon (~22), echtgenote van Lodewijk IX
- 28 maart - Jan I van der Beurze, Vlaams vrijgezel
- 27 april - Isabella Capet (29), echtgenote van Theobald II van Navarra
- juli - Margaretha van Frankrijk (~16), echtgenote van Jan I van Brabant
- 21 augustus - Alfons van Poitiers (50), graaf van Poitou en Toulouse
- 27 of 30 oktober - Hugo IV, hertog van Bourgondië (1218-1272)
- 15 november - Broeder Leo, Italiaans kloosterling (vermoedelijke datum)
- Ban Muang, koning van Sukhotai
- Baraq, kan van het kanaat van Chagatai (1266-1271)
- Burchard V, graaf van Vendôme
- Hadji Bektasj Veli, Anatolisch soefimeester (jaartal bij benadering)